# The Net
The Net (bra A Rede) é um filme de suspense de ficção científica de 1995 dirigido por Irwin Winkler e estrelado por Sandra Bullock, Jeremy Northam e Dennis Miller. O roteiro é baseado na lenda urbana do Grande Olho[carece de fontes?], o olho que tudo vê, nos Estados Unidos. O filme foi seguido por uma série de televisão de mesmo nome em 1998 e uma sequência do filme foi lançada diretamente em DVD, The Net 2.0, produzido e dirigido pelo filho de Irwin Winkler, Charles Winkler, em 2006.

## Sinopse
Angela Bennett é uma programadora de computadores solitária, que depois de receber por acidente um software ao qual não deveria ter acesso, passa a ser perseguida por uma empresa de informática criminosa. Ela tem sua vida apagada e sua identidade é roubada por uma dos criminosos.

## Elenco
- Sandra Bullock como Angela Bennett
- Jeremy Northam como Jack Devlin
- Dennis Miller como Dr. Alan Champion
- Diane Baker como Sra. Bennett
- Wendy Gazelle como Ruth Marx
- Ken Howard como Michael Bergstrom
- Robert Gossett como Ben Phillips
- Wren T. Brown como Trooper

## Produção
Em outubro de 1994, Bullock comprometida com as filmagens de The Net a partir de meados de janeiro a 10 de abril de 1995. The Net foi filmado em Moscone Center e MacWorld, em São Francisco em 5 de janeiro de 1995, bem como locais de Washington, D.C., em abril de 1995.

## Recepção

### Bilheteria
Com um orçamento estimado de $22 milhões e uma data de lançamento de 28 de julho de 1995, The Net ganhou $50,727,965 em bilheteria doméstica. Incluindo os mercados estrangeiros, o filme arrecadou $110,627,965 mundialmente.

### Resposta da crítica
A reação da crítica ao filme foi mista. Baseado em 47 comentários, tem uma pontuação média de 5,1 dos 10 no Rotten Tomatoes, com 36% dos críticos dando uma revisão positiva. Roger Ebert deu ao filme três de quatro estrelas.
Owen Gleiberman, escrevendo para Entertainment Weekly, elogiou o desempenho de Sandra Bullock, dizendo que "Bullock puxa-lo para o filme. Seu sorriso madura e clara, os olhos suplicantes são, por vezes, evocativo de Julia Roberts".